# Xavier Vallat

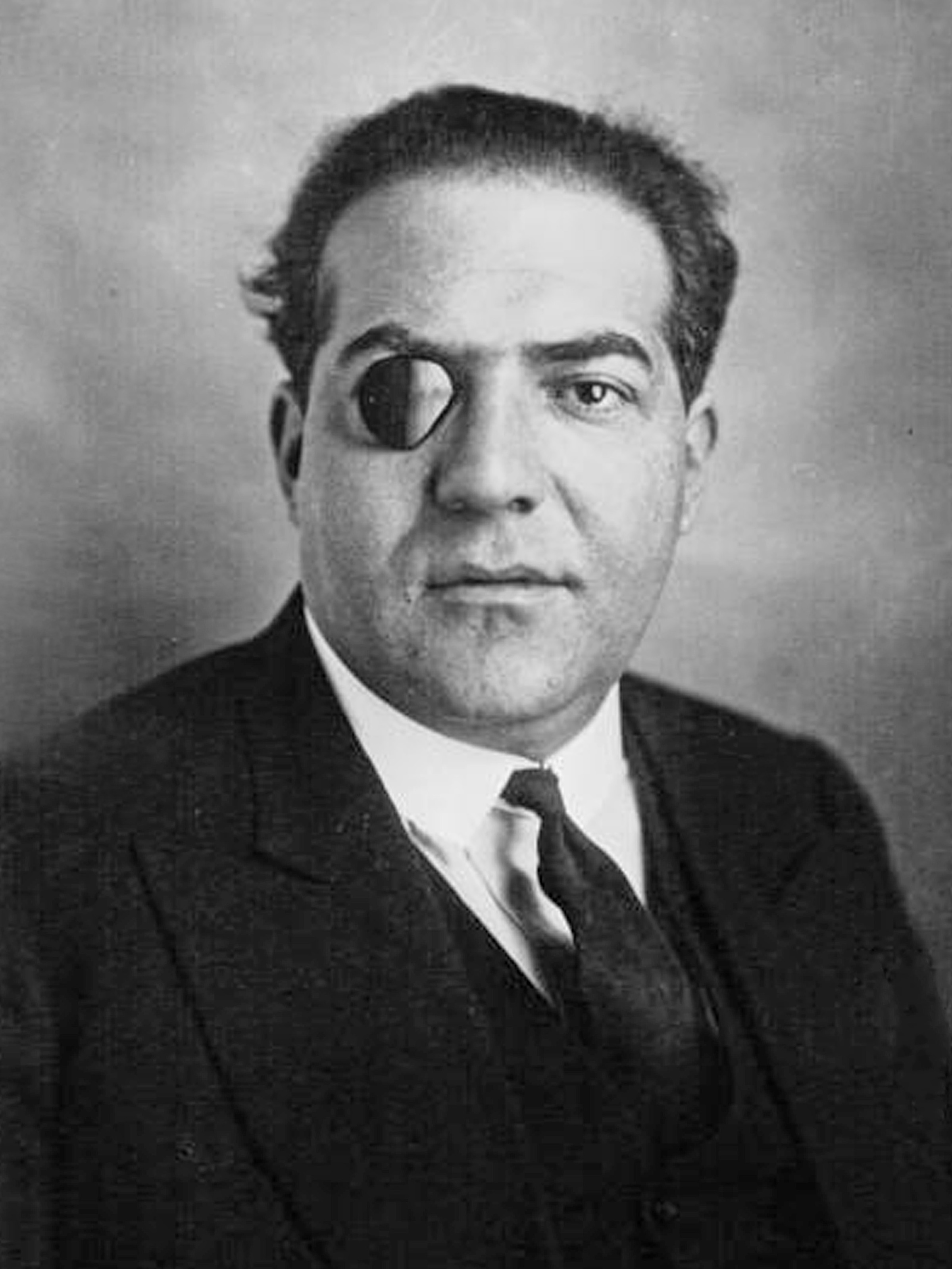
Vallat im Jahr 1929

Xavier Joseph Vallat (* 23. Dezember 1891 in Villedieu, Vaucluse; † 6. Januar 1972 in Annonay, Ardèche) war ein französischer Anwalt, Journalist und Politiker der extremen Rechten, der unter dem Vichy-Regime vom März 1941 bis zum Mai 1942 das Commissariat Général aux Questions Juives („Generalkommissariat für Judenfragen“) leitete und nach dem Zweiten Weltkrieg dafür zu einer zehnjährigen Haftstrafe verurteilt wurde.

## Leben

### Jugend und Erster Weltkrieg
Vallat wurde als zehntes von elf Kindern der Eheleute Jean Auguste Cyprien Vallat und Thérèse Victorine, geborene Morlat, geboren und streng katholisch erzogen. Der Vater stammte aus Pailharès im Département Ardèche, wo Vallat später zeitweilig Bürgermeister war. Er gehörte in seiner Jugend der Association catholique de la jeunesse française an und wandte sich später der radikalnationalistischen Action française zu. Vor dem Ersten Weltkrieg arbeitete er für zwei Jahre als Lehrer am katholischen Kolleg in Aix-en-Provence, bevor er 1913 zum Militärdienst beim 61e régiment d’infanterie einberufen wurde.
Als Unteroffizier eingesetzt, wurde er bereits im August 1914 erstmals schwer verwundet und im Juni 1915 zum Offizier ernannt. Sein Bruder Alphonse war im Januar 1915 in den Argonnen gefallen. Nach weiteren Verwundungen und einer Tätigkeit als Rekrutenausbilder zog sich Vallat 1916 eine Keratitis zu, die das Augenlicht seines rechten Auges stark einschränkte. Im selben Jahr erreichte er seine Versetzung zum 114e bataillon de chasseurs alpins, das im Bereich der Somme und 1917 am Chemin des Dames kämpfte. Ende März 1918 verlor Vallat in den Kämpfen während der deutschen Michael-Offensive sein linkes Bein. Er erreichte den Rang eines Oberleutnants und wurde als Ritter der Ehrenlegion und mit dem Croix de guerre mit Palmenzweig ausgezeichnet. 1921 wurde er ehrenhaft aus der Armee entlassen.

### Politische Karriere in der Dritten Republik
In den Wahlen vom November 1919 wurde Vallat auf der Liste der Union républicaine nationale et sociale (Teil des Bloc national) im Département Ardèche in die Abgeordnetenkammer gewählt. Er gehörte zudem dem Generalrat des Départements Ardèche an. Seit 1923 als Anwalt tätig, betätigte sich Vallat auch als Journalist. Nach dem Verlust seines Sitzes 1924 schloss er sich der von General Noël de Castelnau gegründeten Fédération nationale catholique (FNC) an und wurde 1928 wieder in die Nationalversammlung gewählt, der er dann bis zu ihrer Suspendierung 1940 angehörte.
Er betätigte sich in den 1920er Jahren auch für die als Veteranenverbände gegründeten rechtsextremen Organisationen Faisceau des Combattants und Croix de Feu. Aus letzterer zog er sich wieder zurück, nachdem Colonel François de La Rocque begann, daraus eine politische Massenbewegung aufzubauen. Seine Sympathien für die Action française gab er nie auf, auch als Papst Pius XI. diese ab 1926 als kirchenfeindlich verurteilte, und blieb befreundet mit Charles Maurras.
In den 1930er etablierte sich Vallat als eine der wichtigsten Persönlichkeiten der politischen Rechten in der Abgeordnetenkammer, die sich in der Fédération républicaine sammelten. Sein Rednertalent wurde auch von politischen Gegnern anerkannt. Vallat fungierte ab Februar 1936 als Vizepräsident der Parlamentariergruppe der Fédération républicaine und trat im Juni 1936 gegen Édouard Herriot als Kandidat der Opposition für den Posten des Präsidenten der Abgeordnetenkammer an. Den neuen Ministerpräsidenten der Front populaire, Léon Blum, griff er in der Kammer scharf an – zum ersten Mal werde „das alte gallo-romanische Land von einem Juden regiert“, stellte er am 6. Juni fest. Seit der Stavisky-Affäre von 1934 war Vallat zunehmend mit antisemitischen Äußerungen aufgefallen. Er engagierte sich ab 1933 zudem mit seinem Kollegen René Dommange für die Auflösung der Freimaurerlogen. Vallats Antisemitismus ging auf eine ältere Verschwörungstheorie zurück, nach der Juden, Freimaurer und (preußisch-deutsche) Protestanten gemeinsam an der Zersetzung der katholischen französischen Nation arbeiteten, und griff Stereotype von einem Judäo-Bolschewismus auf. Während des Spanischen Bürgerkriegs ergriff er Partei für die Franquisten und war ein Bewunderer Salazars.

### Unter dem Vichy-Regime
Nach der Niederlage Frankreichs im Juni 1940 setzte sich Vallat enthusiastisch für die Machtübernahme Marschall Pétains ein. Am 10. Juli votierte er für die Übertragung der verfassungsgebenden Vollmachten an den Marschall und wurde in dessen Regierung am 16. Juli zum Generalsekretär für die ehemaligen Frontkämpfer ernannt. Auf seinen Vorschlag hin wurde am 29. August die Légion française des combattants gegründet.
Im März 1941 gab die französische Regierung unter François Darlan dem Druck der deutschen Besatzungsmacht nach und richtete ein eigenes Judenkommissariat ein, zu dessen erstem Generalkommissar Vallat am 29. März 1941 ernannt wurde. Er begann umgehend mit der Ausarbeitung eines neuen „Judenstatuts“, das das vom 3. Oktober 1940 datierende erste Statut am 2. Juni 1941 ablöste und die Lebensbedingungen der in Frankreich lebenden Juden deutlich verschärfte. Das Vichy-Regime erweiterte damit unter anderem die Definition, wer als Jude zu gelten habe, verschärfte Berufsverbote und zwang die Juden in der unbesetzten Zone Frankreichs zur Registrierung bei den Behörden. Im Juli begann das Regime, auch hier Arisierungen vorzunehmen. Im November 1941 unterzeichnete Vallat die Verordnung zur Gründung der Zwangsvereinigung Union générale des israélites de France. Da sowohl die deutschen Besatzer (wegen seiner mangelnden Entschlossenheit) als auch seine eigene Regierung (wegen seines Aktionismus) mit seiner Arbeit unzufrieden waren, musste Vallat Anfang Mai 1942 seinen Posten räumen. Ihm folgte der rabiatere Antisemit Louis Darquier de Pellepoix nach, der die späteren Massendeportationen der französischen Juden mitorganisierte.
Vallat bekleidete in der Folge untergeordnete Positionen in den Ministerien für Äußeres und Landwirtschaft. Nach dem Attentat der Résistance auf seinen langjährigen Weggefährten Philippe Henriot Ende Juni 1944 wurde er zu dessen Nachfolger als Propagandist beim Radiosender Radio Nationale in Vichy gemacht. Er wurde am 27. August 1944 in Vichy von den Alliierten verhaftet.

### Nach dem Krieg
Vallat musste sich 1947 für seine Kollaboration, nämlich 1) seine Tätigkeit in hohen Positionen in der Vichy-Regierung und 2) seine Tätigkeit als Radiopropagandist 1944 vor dem Obersten Gerichtshof verantworten. Er bekräftigte in seiner Verteidigung seine Judenfeindschaft und seine Treue zu Marschall Pétain. Mit 14:13 Stimmen wurde er zu einer zehnjährigen Haftstrafe und Ehrverlust (indignité nationale) verurteilt, die Alternative wäre die Todesstrafe gewesen. 1949 aus der Haft entlassen, wurde er 1954 amnestiert.
Er fungierte später als Herausgeber der Wochenzeitschrift Aspects de la France, einer Publikation der Action française. Er blieb seinen klerikalfaschistischen Ansichten bis zu seinem Tod 1972 treu, bezeichnete sich aber später als „Zionisten“ und Anhänger des Staates Israel. Er wurde in Pailharès beerdigt.